# 랭글랜즈–들리뉴 국소 상수
수학에서, 국소 엡실론 인자 또는 국소 아틴 근수 ({\displaystyle s} 변수 초등 실함수 기준)라고도 알려진 랭글랜즈-들리뉴 국소 상수는 국소체의 베유 군 표현과 관련된 초등 함수이다. 아틴 L-함수의 함수 방정식
{\displaystyle L(\rho ,s)=\varepsilon (\rho ,s)L(\rho ^{\lor },1-s)}
은 여기서 나타나는 초등 함수 {\displaystyle \varepsilon (\rho ,s)}를 갖고, 아틴 근수라고 부르는 상수와 {\displaystyle s} 변수 초등 실함수의 곱과 동일하며, 랭글랜즈는 {\displaystyle \varepsilon (\rho ,s)}가  표준적인 방식으로 소수 {\displaystyle v}와 관련된 국소 상수 {\displaystyle \varepsilon (\rho _{v},s,\psi _{v})}들의 곱
{\displaystyle \varepsilon (\rho ,s)=\prod \varepsilon (\rho _{v},s,\psi _{v})}
으로 쓸 수 있다는 사실을 알아 냈다.
테이트는 논문에서 {\displaystyle \rho }가 1차원인 경우 국소 상수의 존재를 증명했다. Dwork (1956) 부호까지 국소 상수 {\displaystyle \varepsilon (\rho _{v},s,\psi _{v})}의 존재를 증명했다. Langlands (1970)의 국소 상수 존재에 대한 원래 증명은 국소적 방법을 사용했으며 다소 길고 복잡하여 출판되지 않았다. Deligne (1973) 나중에 대역적 방법을 사용하여 더 간단한 증명을 발견했다.

## 성질
국소 상수 {\displaystyle \varepsilon (\rho ,s,\psi _{E})}는 베유 군의 표현 {\displaystyle \rho }와 {\displaystyle E}의 가법 군의 특성 {\displaystyle \psi _{E}}선택에 따라 달라진다. 그들은 다음 조건을 만족한다:
- {\displaystyle \rho }가 1차원인 경우 {\displaystyle \varepsilon (\rho ,s,\psi _{E})}는 국소 L-함수의 함수 방정식에서 상수로서 테이트의 논문에 의해 연관된 상수이다.
- {\displaystyle \varepsilon (\rho _{1}\oplus \rho _{2},s,\psi _{E})=\varepsilon (\rho _{1},s,\psi _{E})\varepsilon (\rho _{2},s,\psi _{E})}. 결과적으로 {\displaystyle \varepsilon (\rho ,s,\psi _{E})}는 가상 표현 {\displaystyle \rho }에 대해서도 정의될 수 있다.
- {\displaystyle \rho }가 차원 0의 가상 표현이고 {\displaystyle E}가 {\displaystyle K}를 포함하면, {\displaystyle \varepsilon (\rho ,s,\psi _{E})=\varepsilon ({\text{Ind}}_{E/K}\rho ,s,\psi _{K})}

유도된 특성에 대한 브라우어의 정리는 이들 세 가지 특성이 국소 상수의 특성을 나타낸다는 것을 의미한다.
Deligne (1976)는 국소 상수들이 베유 군의 실 직교 표현에 대해 자명함을 보였다.

## 표기법
국소 상수를 표시하는 데에는 여러 가지 다른 규칙이 있다.
- 매개변수 s는 중복되며 적절한 문자 ||에 대해 {\displaystyle \varepsilon (\rho _{v},s,\psi _{E})=\varepsilon (\rho \otimes ||^{s},0,\psi _{E})}이기 때문에 표현 {\displaystyle \rho }와 결합될 수 있다.
- 들리뉴는 국소체에서 하르 측도을 선택하는 것으로 구성된 추가 매개변수 {\displaystyle dx}가 포함되어 있다. 다른 관례에서는 하르 측도(ψ(랭글랜즈에서 사용)에 대해 자체 쌍대인 하르 측도 또는 E 측도 1의 정수를 제공하는 하르 측도)의 선택을 수정하여 이 매개변수를 생략한다. 이러한 다른 규칙들은 양의 실수인 초등 항들에 따라 다르다.

## 참고문헌
1. ↑  Kramer, K.; Tunnell, J. (1982). “Elliptic curves and local ϵ-factors”. 《Compositio Mathematica》 46 (3): 307–352.

- Bushnell, Colin J.; Henniart, Guy (2006), 《The local Langlands conjecture for GL(2)》, Grundlehren der Mathematischen Wissenschaften [Fundamental Principles of Mathematical Sciences] 335, Berlin, New York: Springer-Verlag, doi:10.1007/3-540-31511-X, ISBN 978-3-540-31486-8, MR 2234120
- Deligne, Pierre (1973), 〈Les constantes des équations fonctionnelles des fonctions L〉, 《Modular functions of one variable, II (Proc. Internat. Summer School, Univ. Antwerp, Antwerp, 1972)》, Lecture Notes in Mathematics 349, Berlin, New York: Springer-Verlag, 501–597쪽, doi:10.1007/978-3-540-37855-6_7, ISBN 978-3-540-06558-6, MR 0349635
- Deligne, Pierre (1976), “Les constantes locales de l'équation fonctionnelle de la fonction L d'Artin d'une représentation orthogonale”, 《Inventiones Mathematicae》 35: 299–316, doi:10.1007/BF01390143, ISSN 0020-9910, MR 0506172, S2CID 119880957
- Dwork, Bernard (1956), “On the Artin root number”, 《American Journal of Mathematics》 78 (2): 444–472, doi:10.2307/2372524, ISSN 0002-9327, JSTOR 2372524, MR 0082476
- Langlands, Robert (1970), 《On the functional equation of the Artin L-functions》, Unpublished notes
- Tate, John T. (1977), 〈Local constants〉,   Fröhlich, A., 《Algebraic number fields: L-functions and Galois properties (Proc. Sympos., Univ. Durham, Durham, 1975)》, Boston, MA: Academic Press, 89–131쪽, ISBN 978-0-12-268960-4, MR 0457408
- Tate, J. (1979), 〈Number theoretic background〉, 《Automorphic forms, representations, and L-functions Part 2》, Proc. Sympos. Pure Math., XXXIII, Providence, R.I.: Amer. Math. Soc., 3–26쪽, ISBN 0-8218-1435-4, 2006년 12월 6일에 원본 문서에서 보존된 문서, 2024년 7월 31일에 확인함